# Лоретта
Лоре́тта (итал. Loretta) — женское имя итальянского происхождения. Мужская версия имени — Лауро.

## Имя
Имя Лоретта происходит от названия дерева лавр благородный, венок из листьев которого символизирует победу. Имя имеет итальянское происхождение, с 1930-х годов довольно популярно в США: в 1938 году оно поднялось до 62-й строки популярности, но это был максимум за всю историю. Имеет множество форм: Лаура (Laura), Лора (Lora), Лорин (Loreen), Лорин (Lorene), Лоринда (Lorinda), Лоринда (Laurinda), Лоретта (Lauretta), Лорета (Loreta), Лорето (Loreto), Лоретт (Laurette). В Италии девочек этим именем называют в честь городка Лорето, известном базиликой «Святая хижина» — одним из самых важных и древних мест паломничества в католическом мире. Лоретта — уменьшительная форма имени Лаура. В Англии и Уэльсе Лоретта — редкое имя: в 1996—2012 годах его популярность находилась между 946-м и 3382-м местом.
См. Список статей, названия которых начинаются с «Лоретта» и 